# Larcat
Larcat település Franciaországban, Ariège megyében. Lakosainak száma 49 fő (2022. január 1.). Larcat Aston, Bouan, Château-Verdun, Miglos és Aulos-Sinsat községekkel határos.

## Népesség
A település népességének változása:
| Lakosok száma | 64   | 51   | 33   | 37   | 38   | 46   | 44   | 46   | 48   | 49   |
|               | 1968 | 1982 | 1999 | 2006 | 2011 | 2015 | 2017 | 2018 | 2020 | 2022 |